# Louth (Lincolnshire)
Louth ist eine Stadt mit gut 15.000 Einwohnern im District East Lindsey der englischen Grafschaft Lincolnshire. Die Stadt ist bekannt als „Hauptstadt der Lincolnshire Wolds“.

## Lage und Klima
Louth liegt ca. 16 km (Luftlinie) von der Nordsee entfernt am Flüsschen Lud; die Stadt Lincoln ist etwa 45 km (Fahrtstrecke) in südwestlicher Richtung entfernt. Am Eastgate markiert ein Schild die Stelle, an der der Nullmeridian durch die Stadt verläuft. Das Klima wird in hohem Maße von der Nordsee geprägt; Regen (ca. 600–800 mm/Jahr) fällt übers Jahr verteilt.

## Geschichte
Aus der Römerzeit stammen Münzfunde. Historisch ist die Stadt am bekanntesten für den Ursprung eines Aufstands, als Vorläufer des Pilgrimage of Grace. Dieser begann am 1. Oktober 1536 in der St. James Kirche, nach dem Abendgebet.
Eine Überschwemmung vom 29. Mai 1920 forderte 23 Todesopfer. Verschiedene Steintafeln in der Stadt zeigen den damaligen Hochwasserpegel. Weitere, aber weniger zerstörerische Überschwemmungen gab es am 25. Juni und am 20. Juli 2007.

## Sehenswürdigkeiten
Das Stadtzentrum ist gesäumt von Ziegelbauten aus dem 17. und 18. Jahrhundert. Die Silhouette der Stadt wird durch die St James’ Church geprägt, deren Glockenturm für eine Stadtpfarrkirche mit 90 m Höhe außergewöhnlich ist. Der Kirchturm wurde zwischen 1500 und 1515 erbaut. 
„Hubbard's Hills“ ist ein schöner Park westlich von Louth. Es gibt in der Stadt auch ein Museum.

## Bildungseinrichtungen
Es gibt vier Grundschulen und inzwischen vier weiterführende Schulen. Eine der weiterführenden Schulen ist die „King Edward VI Grammar School“.

## Musik
Die Southwold Jazz Band ist eine ansässige Band beim Louth New Orleans Jazz Club, die jeden Samstagnacht in dem Club in der Queen Street spielt.

## Partnerstädte
- La Ferté-Bernard in der Nähe von Le Mans (Frankreich).

## Persönlichkeiten

### Söhne und Töchter der Stadt
- William of Louth (1240–1298), Bischof von Ely
- Elisabeth Jeanne de Cerjat (1769–1847), Schweizer Wohltäterin und Gründerin des Asile des Aveugles in Lausanne
- Mrs. W. H. Foley (1821–1887), Schauspielerin, Sängerin und Unterhaltungskünstlerin
- Ted Savage (1911–1964), Fußballspieler und -trainer
- Graham Higman (1917–2008), Mathematiker
- Clive Lamming (* 1938), Historiker
- Andrew Louth (* 1944), Patristiker
- Michael Foale (* 1957), Astronaut

### Mit der Stadt verbundene Persönlichkeiten
- John Smith (1580–1631), Söldner und Abenteurer; er ging an der King Edward IV Grammer School zur Schule
- John Franklin (1786–1847), Konteradmiral und Polarforscher; er ging an der King Edward IV Grammer School in Louth zur Schule
- Alfred Tennyson, 1. Baron Tennyson (1809–1892), Dichter; er ging an der King Edward IV Grammer School zur Schule
- Edward John Eyre (1815–1901), Forschungsreisender in Australien und umstrittener Gouverneur von Jamaika; er ging an der King Edward IV Grammer School zur Schule
- Augustus Charles Hobart (1822–1886), Kapitän und türkischer Admiral; er ging an der King Edward IV Grammer School zur Schule
- Robert Wyatt (* 1945), Sänger und Schlagzeuger; er wohnt in Louth
- Barbara Dickson (* 1947), Musikerin und Schauspielerin; wohnt in Louth
- Matthew Macfadyen (* 1974), Schauspieler; er verbrachte seine Kindheit hier